# Jan Hławiczka starší

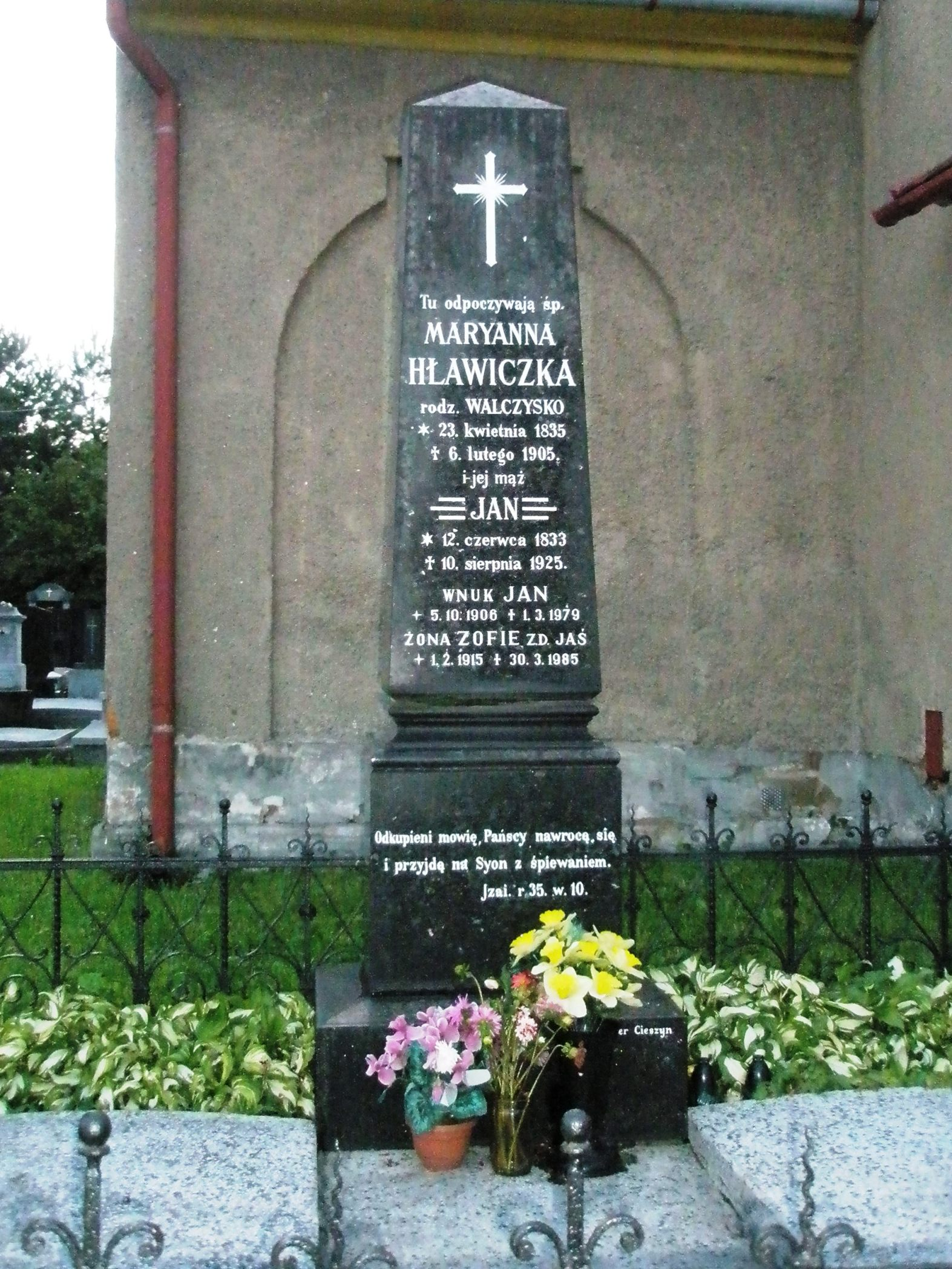
Hrob Jana Hławiczky na evangelickém hřbitově v Horním Žukově

Jan Hławiczka starší (12. června 1833 – 10. srpna 1925) byl slezský komunální politik.
V letech 1862–1892 byl starostou obce Horní Žukov. Působil rovněž jako kurátor výboru evangelické hřbitovní obce v Horním Žukově.
Byl ženat s Maryannou roz. Walczyskovou.